# Галеев, Рифкат Зиязитдинович
Рифкат (Рефкат) Зиязитдинович (Зиятдинович) Галеев (род. 2 октября 1946) — советский футболист, нападающий, тренер.
Начинал карьеру в 1964—1966 годах команде класса «Б» «Химик» Чирчик. В 1967—1968 годах играл за дубль ташкентского «Пахтакора», за главную команду провёл четыре неполных матча в июне 1968 года — три в чемпионате СССР, один — в Кубке СССР. Выступал во второй группе класса «А» за «Политотдел» (1969) и «Трактор» Ташкент (1970). Конец карьеры провёл в команде второй лиги «Автомобилист» Красноярск (1971—1976).
Главный тренер «Автомобилиста» в 1988 году. В 1990 году — главный тренер (до июля) и тренер (с июля) «Химика» Алмалык.